# Marfrig
Grupo Marfrig es una empresa multinacional brasileña de alimentos y bebidas. Se encuentra presente a lo largo de 22 países, exporta a más de 100, haciéndola la segunda mayor compañía productora de carne.
Marfrig es la segunda compañía de alimentos más grande de Brasil, solo superada por JBS. Tiene cerca de 90 mil empleados, distribuidos en plantas en todo el mundo, además de Brasil, en Argentina, Australia, Uruguay, Estados Unidos, Tailandia, Reino Unido, entre otros países.
La empresa compró los frigoríficos uruguayos Tacuarembó en 2006 y La Caballada en 2007. Luego compró la empresa irlandesa Moy Park en 2008 y la brasileña Seara en 2009, aunque las vendió a JBS en 2011 y 2013 respectivamente.
En 2010 adquirió Keystone Foods, empresa proveedora de McDonald's, entre otras, aunque en 2018 la vendió a Tyson Foods. En 2018 compró el frigorífico estadounidense National Beef. En 2019 y tras adquirir la empresa argentina Quickfood, dueña de marcas como Paty y Good Mark, se transformó en la mayor productora de hamburguesas del planeta.
Fue patrocinador oficial de las Copas Mundiales de la FIFA de 2010 y 2014, esta última que tuvo lugar en Brasil.